# Cité de la Solidarité Internationale
 (juillet 2024).
 (juillet 2024).
La mise en forme du texte ne suit pas les recommandations de Wikipédia : il faut le « wikifier ».
Les points d'amélioration suivants sont les cas les plus fréquents. Le détail des points à revoir est peut-être précisé sur la page de discussion.
- Les titres sont pré-formatés par le logiciel. Ils ne sont ni en capitales, ni en gras.
- Le texte ne doit pas être écrit en capitales (les noms de famille non plus), ni en gras, ni en italique, ni en « petit »…
- Le gras n'est utilisé que pour surligner le titre de l'article dans l'introduction, une seule fois.
- L'italique est rarement utilisé : mots en langue étrangère, titres d'œuvres, noms de bateaux, etc.
- Les citations ne sont pas en italique mais en corps de texte normal. Elles sont entourées par des guillemets français : « et ».
- Les listes à puces sont à éviter, des paragraphes rédigés étant largement préférés. Les tableaux sont à réserver à la présentation de données structurées (résultats, etc.).
- Les appels de note de bas de page (petits chiffres en exposant, introduits par l'outil «  Source ») sont à placer entre la fin de phrase et le point final[comme ça].
- Les liens internes (vers d'autres articles de Wikipédia) sont à choisir avec parcimonie. Créez des liens vers des articles approfondissant le sujet. Les termes génériques sans rapport avec le sujet sont à éviter, ainsi que les répétitions de liens vers un même terme.
- Les liens externes sont à placer uniquement dans une section « Liens externes », à la fin de l'article. Ces liens sont à choisir avec parcimonie suivant les règles définies. Si un lien sert de source à l'article, son insertion dans le texte est à faire par les notes de bas de page.
- La présentation des références doit suivre les conventions bibliographiques. Il est recommandé d'utiliser les modèles {{Ouvrage}}, {{Chapitre}}, {{Article}}, {{Lien web}} et/ou {{Bibliographie}}. Le mode d'édition visuel peut mettre en forme automatiquement les références.
- Insérer une infobox (cadre d'informations à droite) n'est pas obligatoire pour parachever la mise en page.

Pour une aide détaillée, merci de consulter Aide:Wikification.
Si vous pensez que ces points ont été résolus, vous pouvez retirer ce bandeau et améliorer la mise en forme d'un autre article.
La Cité de la Solidarité Internationale (CSI) est un cluster transfrontalier[Quoi ?] de la solidarité internationale situé dans le Grand Genève, en relation avec la commune haut-savoyarde d'Annemasse.  
A dix kilomètres de Genève, la Cité de la Solidarité Internationale est idéalement située pour constituer le trait d’union entre différents acteurs (ONG, Organisations internationales, entreprises, universités, collectivités) suisses et français.
Elle accueille aujourd’hui une dizaine d’ONG, dont WECF, Islamic Relief Suisse, Unis-Cité ou encore la Protection Civile au sein d'un tiers-lieu. Elle anime un réseau de 2 500 acteurs, dont une centaine d’ONG et d’organisations internationales (OMS, OIM, UNHCR, UNITAR, …), avec lesquels elle collabore régulièrement.
Elle est labellisée centre de démultiplication du réseau multi acteur RESACOOP (Réseau Rhône-Alpes d’appui à la Coopération).

## Origine
En 2006, le Comité Interministériel à l’Aménagement et à la Compétitivité du Territoire (CIACT) reconnait l’espace franco genevois comme pôle de solidarité internationale, créant ainsi les conditions favorables à un travail en commun de la part de l’ensemble des acteurs locaux impliqués dans ce domaine. A proximité de la Genève Internationale (25 organisations internationales, dont l’ONU, près de 300 ONG, des centaines de représentations permanentes), l’agglomération annemassienne fait partie d’une métropole transfrontalière de près d’un million d’habitants et représente aujourd’hui un pôle urbain majeur de la partie française du Grand Genève. Ce territoire constitue un terreau favorable à l’émergence d’initiatives de solidarité internationale innovantes dont la Cité de la Solidarité Internationale est un exemple durable. 
Cet outil, animé par la Maison de l'Eco, est cofinancé principalement par Annemasse Agglo et la Région Auvergne Rhône-Alpes. Il est également soutenu par le Ministère des Affaires Etrangères et du Développement International.
Située au cœur du quartier d’affaires Etoile Annemasse Genève, à 30 minutes du centre-ville de Genève, la Cité de la Solidarité Internationale est située sur un site stratégique du Grand Genève.

## Objectifs
La Cité de la Solidarité Internationale crée un écosystème favorable aux projets de solidarité internationale en jouant un rôle d’accélérateur, de facilitateur entre ONG, universités, entreprises / fondations et organisations internationales. Et cela, à travers 3 actions principales :  
• accompagner des ONG / porteurs de projet de solidarité internationale et les accueillir sur un plateau de 500 m² (bureau en temps plein, en temps partagé, coworking)
• favoriser le développement de partenariats techniques entre les ONG et les entreprises dans le cadre de projets de solidarité internationale. Coexist rassemble des organisations actives dans les secteurs d’activité de la santé, de l’énergie, de l’agri agro, de l’eau/assainissement et de la gestion des déchets.
• contribuer au développement de la formation continue et de l’enseignement supérieur sur la thématique de la solidarité internationale sur le territoire du Grand Genève.
La Cité de la Solidarité Internationale contribue à dynamiser l’agglomération annemassienne et le Genevois français en complémentarité de la Genève Internationale. Elle contribue au développement économique par la création d’emplois liés à l’implantation d’ONG.

## Activités
La Cité de la Solidarité Internationale propose :
• COHABIT : offre de locaux au sein d'un tiers-lieu à titre permanent ou pour une courte durée suivant les besoins des acteurs, mise à disposition de salles de conférence / réunion et d’un espace de coworking/documentation, accueil d’événements organisés par des membres du réseau ou la Cité de la Solidarité Internationale elle-même.
• COEXIST : la Cité de la Solidarité Internationale mène des actions pilotes à l’échelle transfrontalière destinées à accompagner l’émergence de projets communs entre ONG, entreprises, structures de formation. Elle détecte des synergies possibles, des interactions pouvant générer de la valeur ajoutée pour ces différentes typologies d’acteurs. Cela permet de favoriser les remontées de besoins par les ONG, de solutions mises en place localement réplicables sur notre territoire et, de mobiliser les entreprises/start-ups pour tester et expérimenter les innovations.  La Cité de la Solidarité Internationale joue un rôle important dans l’émergence de projets collaboratifs en inter-clustering avec un ensemble d’acteurs des territoires du genevois français et de la Région Auvergne Rhône-Alpes.
• COGIT : un appui à l’évolution des parcours professionnels et au renforcement de compétences avec de l' Accueil-Information-Orientation des publics jeunes, étudiants, professionnels en reconversion, stages, formations, soutien au développement de projets, grâce à l’organisation d’événements dont le plus connu est le salon Soliway Solidarité Internationale Mode d'Emploi(s). 
Cet évènement représente une occasion unique de rencontrer des professionnels du domaine, d’échanger mais également de construire son parcours et de s’informer sur les formations, métiers et pratiques de la Solidarité Internationale de demain.
Cet évènement réunit des professionnels issus d’organisations internationales de Genève, d’ONG, d’entreprises, de fondations et d’universités venant de toute la France et de la suisse romande. Il s’adresse également à un public souhaitant découvrir le secteur, s’informer, et se lancer dans le volontariat. Nous prévoyons d’accueillir plus de 2 000 visiteurs et plus de 60 exposants dont la Croix-Rouge Française, Bioforce, Le Projet Imagine et bien d’autres…
Ces deux journées seront animées par des conférences, des ateliers pour réfléchir ensemble aux enjeux de la solidarité internationale et réfléchir aux solutions de demain. De nombreux temps de réseautage pour échanger, se découvrir et créer de nouvelles synergies. 

## RACSin
En 2014, la Cité de la Solidarité Internationale a mis en place un Comité de Développement pour réunir les différents partenaires de la CSI et alimenter le panier de projets. Après une enquête sur les besoins des ONG, il est ressorti la nécessité pour ces dernières de renforcer leurs partenariats avec d’autres ONG mais aussi des entreprises, des universités, ... De ce constat est née l’idée de structurer le réseau de la Cité de la Solidarité Internationale sous forme d’association afin de  réunir toutes les personnes physiques et morales qui souhaitent travailler avec la Cité de la Solidarité Internationale.
L’association RACSin [Racines], le Réseau des Acteurs de la Cité de la Solidarité Internationale, est une association dynamique composée principalement de professionnels issus d’ONG, français ou suisses, et de porteurs de projets de solidarité. Grâce aux workshops organisés régulièrement les membres de RACSin peuvent développer leur réseau, s’informer sur les changements en cours, échanger leurs expériences ou encore faire connaitre leurs projets.
Les objectifs de cette association sont :
• Servir comme un espace d’échanges et de réflexion multi acteurs de la solidarité internationale présents en Région Auvergne Rhône-Alpes, en Suisse Romande et au-delà
• Encourager la coopération d’acteurs multiples dans des projets communs en valorisant leurs compétences spécifiques
• Contribuer aux orientations stratégiques et alimenter le développement des activités de la Cité de la Solidarité Internationale.